# Dinarte Mariz
Dinarte de Medeiros Mariz (Serra Negra do Norte, 23 de agosto de 1903 — Brasília, 9 de julho de 1984) foi um agropecuarista comerciante e político brasileiro, 39.º governador do Rio Grande do Norte entre 1956 e 1961, senador da República entre 1963 á 1984 pelo mesmo estado influenciou a política local por mais de meio século.

## Dados biográficos
Filho de Manoel Mariz Filho e Maria Cândida de Medeiros Mariz. Foi delegado de polícia em sua cidade natal, agropecuarista e se estabeleceu comerciante de algodão em Caicó onde tomou partido em favor da Aliança Liberal, que tinha Getúlio Vargas e João Pessoa como candidatos a presidente e a vice-presidente nas eleições de 1930.
Derrotados pela aliança entre paulistas e mineiros na tradicional política do café-com-leite e com a consequente eleição de Júlio Prestes para a Presidência da República, os liberais refluíram e foram alijados do processo político até que, com o assassinato de João Pessoa em 26 de julho daquele ano catalisou todos os opositores do governo federal na chamada Revolução de 1930, que levou Getúlio Vargas ao poder.
Como reflexo desse evento Dinarte Mariz foi escolhido prefeito de Caicó em 1930, cargo do qual se afastou após dois anos em face de seu apoio à Revolução Constitucionalista de 1932, o que lhe valeu três prisões no Rio de Janeiro. De volta ao seu estado natal fundou o jornal A Razão e foi um dos fundadores do Partido Popular ao tempo em que prosperavam seus negócios com o algodão. Durante a Intentona Comunista iniciada em Natal à 23 de novembro de 1935, Mariz foi um dos que comandaram a repressão ao levante, recusando-se, contudo, a retornar ao meio político devido a sua oposição ao Estado Novo.
Em 1945, Dinarte Mariz ingressou na UDN e nesse mesmo ano foi derrotado ao disputar uma cadeira de senador, fato que se repetiria em 1950. Persistente, teve êxito em 1954 e em 1955 foi eleito governador do Rio Grande do Norte. Durante seu governo, foi criada a Universidade do Rio Grande do Norte. Na acomodação das forças políticas que se seguiram, Mariz sofreu uma derrota em 1960, quando o seu candidato a governador foi derrotado por Aluizio Alves, seu outrora aliado. Em 1962 foi eleito para o segundo mandato de senador e apoiou a deposição de João Goulart e a instauração do Regime Militar de 1964, ingressando depois na ARENA.  Em 1965, disputou o governo do Estado pela segunda vez, tendo Tarcísio Maia como vice-governador.
Foi reeleito senador em 1970 e reconduzido ao cargo pela via indireta em 1978, por força do Pacote de Abril baixado no ano anterior. Com a reforma partidária, filiou-se ao PDS embora tenha sido árduo defensor do bipartidarismo e tenha apresentado restrições à Lei da Anistia.
Após sua morte, sua cadeira foi ocupada pelo seu genro e primeiro suplente Moacir Duarte.

## Família
Foi pai de : 1 -  Dinarte Medeiros Mariz Junior ,casado com Zélia Bezerra ,três filhos Maria Tereza ,Elizabeth e Dinarte Neto.
2 - Maria Augusta Medeiros  Mariz , casada com Aldo Medeiros , sem filhos .
3 - Roberto Wanderley Mariz , casado com Dulce , sem filhos .
Tereza Medeiros Mariz ,casada com Moacyr Torres Duarte , 6 filhos : Carlos Roberto , Tereza Cristina , Ruth Elizabeth ,Maria diva ,Ana Lúcia e Izabela .
Ruben Gustavo dos Wanderley Mariz , casado com Branca medeiros , 2 filhos , Ruben Gustavo  e Regina Lourdes .
Vigolvino Wanderley Mariz , casado com Elizabeth Machado , 3 filhos Wanderley,Victor e Ruben Antonio .
Eduardo Mariz , casado com rosa , 3 filhos Sérgio , Carina e Isabela .